# I Need a Doctor
I Need A Doctor er anden single fra Dr. Dres tredje og sidste soloalbum Detox. Sangen udkom på iTunes den 1. februar 2011. Med på sangen har han sangerinden Skylar Grey og hans protegé Eminem.

## Musikvideo
En video til sangen blev lavet af Allen Hughes, der tidligere har instrueret Menace II Society og The Book of Eli. Eminem blev set på settet i det centrale Los Angeles. Musikvideoen havde premiere den 24. februar 2011. Videoen begynder med en introduktion af Dr. Dres musiske karriere, selvom det er udklip fra hans tidligere musikvideoer, både fra solo-tiden og fra N.W.A.-tiden. Det inkluderer derfor mange rappere såsom Tupac Shakur, Eazy-E, Eminem og alle medlemmerne fra N.W.A. I videoen ses Dr. Dre kørende ned ad en bjergvej i en Ferrari, hvor han får flashbacks fra hans eget liv, hvorefter bilen går i luften og bliver totaltsmadret, hvorefter Dre bliver transporteret til en medicinsk facilitet. Datoen i starten af videoen, 18. februar 2001, var hans 36-års fødselsdag. Videoen spoler derefter frem til nutiden, hvor han ses i en sygeseng og er tilsluttet livgivende maskiner. Eminem starter herefter med at rappe sangens første vers. Til det andet vers, ses Eminem rappe foran Dre, der her flyder i en isolationstank. Omkvædet, der synges af Skylar Grey, fremføres af en engel (spillet af den canadiske skuespillerinde Estella Warren), der mimer til Skylar Greys vokaler. Skylar Grey selv optræder som en af lægerne i videoen, men synger aldrig i sangen. Dre vågner til sidst op og gennemgår genoptræning og videoen slutter med at han står ved siden af Eazy-Es grav – Eazy-E der var med til at starte Dres musiske karriere.

## Kritikernes modtagelse
Sangen har fået en positiv modtagelse. Nick Levine fra Digital Spy gav sangen en meget positiv kritik – med fem ud af fem stjerner. Om sangen sagde han "Hvorfor er 'I Need a Doctor' sådan en brilliant single? For det første er der produktionen fra den britiske produktionstroldmand Alex da Kid, der har en lignende seriøsitet og knogleraslende bombasme som hans arbejde på 'Love the Way You Lie' og 'Airplanes'. Derudover er der det fængende omkvæd , sunget af Diddys 'Coming Home'-kammerat, Skylar Grey, hvilket gør dig afhængig af at lytte. Det der dog gør 'I Need a Doctor' til en "en smule speciel" og ikke bare "meget god", er præstationen fra Dr. Dre og Eminem. Singlen der får en tåre til at rulle ned af din kind? Fuldt, fuldt ud berettiget."

## Hitlister
| Hitliste (2011)                                    | Top placering |
| -------------------------------------------------- | ------------- |
| Australien (ARIA)                                  | 12            |
| Australien (ARIA Urban Singles)                    | 7             |
| Belgien (Ultratip Flanderen)                       | 3             |
| Belgien (Ultratop 50 Vallonien)                    | 47            |
| Canada (Canadian Hot 100)                          | 8             |
| Tjekkiet (Rádio Top 100)                           | 38            |
| Danmark (Track Top-40)                             | 30            |
| Frankrig (SNEP)                                    | 29            |
| Holland (Single Top 100)                           | 55            |
| Irland (IRMA)                                      | 11            |
| New Zealand (RIANZ)                                | 23            |
| Rumænien (Rumænske Top 100)                        | 47            |
| Schweiz (Schweizer Hitparade)                      | 33            |
| Slovakiet (Rádio Top 100)                          | 47            |
| Storbritannien Singles (Official Charts Company)   | 8             |
| Storbritannien R&B (Official Charts Company)       | 3             |
| Sverige (Sverigetopplistan)                        | 56            |
| Tyskland (Official German Charts)                  | 25            |
| USA Billboard Hot 100                              | 4             |
| USA Pop Songs (Billboard)                          | 19            |
| USA Bubbling Under R&B/Hip-Hop Singles (Billboard) | 24            |
| USA Rap Songs (Billboard)                          | 16            |
| Østrig (Ö3 Austria Top 40)                         | 38            |

### Årslister
| Hitliste (2011)          | Placering |
| ------------------------ | --------- |
| Canada Billboard Hot 100 | 51        |
| US Billboard Hot 100     | 51        |

## Eksterne links
- Dr. Dre – I Need a Doctor @LetsSingIt.com
- Dr. Dre ft. Eminem & Skylar Grey - I Need A Doctor på YouTube

| Musik | Spire Denne musikartikel er en spire som bør udbygges. Du er velkommen til at hjælpe Wikipedia ved at udvide den. |